# Stanley Turrentine
Stanley William Turrentine (5 de Abril 1934 – 12 de setembro 2000) foi um saxofonista de jazz norte-americano.

## Vida e carreira
Turrentine nasceu em Pittsburgh Colina do distrito em uma família musical. Seu pai, Thomas Turrentine, Sr., foi um saxofonista com Sultans Al Cooper Savoy, sua mãe tocava piano stride, e seu irmão mais velho Tommy Turrentine também se tornou um trompetista profissional. [2]
Ele começou sua carreira prolífica com bandas de blues e rhythm and blues, e foi a primeira grandemente influenciado por Illinois Jacquet. Na década de 1950, ele passou a jogar com os grupos de Lowell Fulson, Earl Bostic, e na virada da década, Max Roach.
Casou-se com a organista Shirley Scott, em 1960, e os dois freqüentemente tocaram e gravaram juntos. Na década de 1960, começou a trabalhar com o organista Jimmy Smith, e fez gravações de jazz alma tanto com Smith e como um líder.
Na década de 1970, depois de sua separação profissional e divórcio de Scott, Turrentine virou-se para a fusão de jazz e assinado para a etiqueta Creed Taylor CTI. Seu primeiro álbum pela CTI, "Sugar" provou um de seus maiores sucessos e uma gravação seminal para a etiqueta. Ele trabalhou com Freddie Hubbard, Milt Jackson, James Bob, Richard Tee, Muhammad Idris, Ron Carter, e Eric Gale, para citar alguns. Ele retornou ao jazz soul nos anos 1980 e 1990.
Turrentine viveu em Ft. Washington, Maryland partir do início dos anos 90 até sua morte. Ele morreu de um derrame, em Nova York em 12 de setembro de 2000 e está enterrado no Cemitério de Allegheny Pittsburgh [3].